# Tambak (Kibin)
Tambak is een bestuurslaag in het regentschap Serang van de provincie Banten, Indonesië. Tambak telt 16.071 inwoners (volkstelling 2010).